# Viet Duc-sjukhuset
Viet Duc sjukhuset (vietnamesiska: Bệnh viện Việt Đức, översatt Vietnamesisk - tyska sjukhuset) är ett av de större sjukhusen i Hanoi. Sjukhuset grundades av fransmännen 1904 och har haft många olika namn, det nuvarande tillkom 1991. Totalt finns över 500 sjukhussängar.